# 南瓜焗飯
南瓜焗飯（羅馬化：Ghapama）是一道亞美尼亞傳統料理，主要是在聖誕節製作。做法為南瓜去除種子和果肉後，裡面塞滿煮熟的米飯和切碎的乾果，如杏仁、蘋果、山茱萸、杏子、李子、棗子、李子和葡萄乾。有時會淋上蜂蜜或肉桂粉或添加糖。將南瓜烤至軟，然後帶到餐桌上並切成塊狀。

## 外部連結
- 维基共享资源上的相關多媒體資源：南瓜焗飯